# Metamidafós
El metamidafós o metamidafos, en anglès: Methamidophos amb nom IUPAC: O,S-Dimethyl phosphoramidothioate, nom comercial "Monitor," és un insecticida organofosfat.
Els conreus on es fa servir el metamidafós inclouen les patateres i en alguns casos l'arròs a Amèrica del Sud o la Xina Al Brasil està prohibit.

## Toxicitat
La LD50 oscil·la entref 21 i 16 mg/kg per a rates mascle i femelles respectivament. 10–30 mg/kg en conills, i LD50 dèrmica de 50 mg/kg en rates. S'absorbeix ràpidament en l'estòmac, la pell i els pulmons en els humans i s'elimina principalment per l'orina És un inhibidor de la colinesterasa.
La degradació en el sòls és de 6,1 dies en la sorra, 309 dies en l'aigua a pH 5,0, 27 dies a pH 7,0, i 3 dies at pH 9,0. SL'agafen les arrels i fulles de les plantes.
La seva classe de toxicitat (Toxicity Class), és WHO Classe 1b, Molt perillós ("Class 1b, Highly Hazardous"),i el seu parent químic, acefat, és classe III, Lleugerament perillós ("class III, Slightly Hazardous").

## Ús
El metamidafós es fa servir en grans quantitats als arrossars de la Xina.